# Biff
En biff är en styckningsdetalj, som utgörs av en skiva av biffraden. Ofta säljs den i butik med fettkappa. Denna ska inte förväxlas med lövbiff som görs av innanlår. 
Efter påverkan från engelskan (där beef betyder "nötkött") har ordet fått breddad betydelse till att omfatta allt nötkött. 
Biff används även för malet kött av nötkreatur format till tunna kakor som steks, t.ex. pannbiff och hamburgare.
I vegetariska recept betyder biff även rivna grönsaker som formas till runda bullar som steks. För att hålla ihop biffen kan ägg eller mjöl användas.